# Sube a nacer conmigo hermano
«Sube a nacer conmigo, hermano» es una canción del grupo chileno Los Jaivas, editada en su disco Alturas de Machu Picchu (1981). Su letra pertenece a uno de los cantos del poema "Alturas de Machu Picchu", perteneciente a la obra Canto General (1950) de Pablo Neruda.

## Contexto
El tema es la tercera pista del lado B del LP original, y constituye, junto con el último track (un breve "Final", ejecutado por Claudio Parra en piano y un suave coro entre las voces entonando los últimos versos del poema), un cierre magistral a la obra, en donde se canta prácticamente todo el Canto XII del famoso poema de Neruda, aprovechando su extrema musicalidad, al ocupar a lo largo de casi toda su extensión los versos endecasílabos con rima asonante alterna, excluyendo sólo algunos versos que se salen de esta norma.

## Música
El ritmo de la canción, correspondiente a un joropo venezolano, fue sugerido por el tecladista Eduardo Parra, que, sentado al piano, propone una tonalidad inusual: mi bemol menor, que finalmente resulta ser el tono que sostiene el tema en su totalidad. Finalmente es su hermano Claudio quien ejecuta el característico piano rítmico, que, acompañado por el bajo de Mario Mutis y la batería de Gabriel Parra, forman la base rítmica de la canción, a la que se añaden efectos imprescindibles como el característico riff ejecutado en minimoog por Eduardo Parra, que emula el sonido de las trompetas y sirve de introducción y quiebre en la canción, incluso protagonizando un dueto con la guitarra eléctrica de Gato Alquinta.

## Letra
La letra se ve reflejada por este alegre ritmo latinoamericano. El poeta Pablo Neruda invita a la civilización dormida a renacer de sus cenizas y de su muerte, y a vivir a través de su propia vida: "yo vengo a hablar por vuestra boca muerta", dice. Muchas generaciones han logrado identificación con estos versos, al hacer referencias a la represión ("Decidme 'aquí fui castigado'") y al sufrimiento de los pueblos ("Los látigos pegados / A través de los siglos en las llagas / Y las hachas de brillo ensangrentado"). Otro aspecto es su llamado al olvidado, al albañil, joyero, pastor o agricultor... en vez de recordar a los poderosos, a los ricos o los militares que siempre son, los que están en la historia. Ese pobre y olvidado es llamado desde la muerte con la frase "Sube a nacer conmigo, hermano" y ven a contarme todo. La canción refleja el sentimiento que Neruda puso en el poema.
El tema se ha convertido en uno de los más populares de Los Jaivas, infaltable en cualquiera de sus conciertos, y coreado por una gran parte de sus audiencias, que conoce la letra a pesar de su dificultad idiomática.

## Datos técnicos
- Aparece en el disco Alturas de Machu Picchu (1981)
- Es reeditada en la compilación Obras Cumbres (2002)
- Track 3, lado B en el LP; track 6 en el CD
- Duración: 4:48

### Composición
- Letra: Poema de Pablo Neruda (Canto General)
- Música: Los Jaivas

### Instrumentos
- Eduardo Alquinta: Guitarra Gibson Les Paul Standard, Guitarra acústica, Bajo Rickenbacker 4001, Cuatro Venezolano, Voz solista, Quena, Ocarina, Zampoña.
- Mario Mutis: Bajo Rickenbacker 4001, Guitarra Gibson Les Paul Standard, Trutruca, Zampoña, Coros.
- Claudio Parra: Piano de cola, Marimba, Piano Fender Rhodes Mark I, Minimoog, Zampoña.
- Gabriel Parra: Batería, Trutruca, Zampoña, Coros.
- Eduardo Parra: Minimoog, Piano eléctrico Fender Rhodes Mark I.

### Grabación
- Grabación y mezcla: entre junio de 1981, estudios EMI-Electrola, París, Francia.
- Ingeniero de grabación y mezcla: Rolf Hanekamp
- Producción: Los Jaivas